# Juan Manuel Barrero Barrero
Juan Manuel Barrero Barrero, més conegut com a Juanma (Badajoz, 27 de juny de 1980) és un futbolista extremeny, que ocupa la posició de porter.

## Trajectòria
Després de destacar a la UD Mérida, el 2002 marxa a les files de l'Atlètic de Madrid per ocupa la porteria del filial. A la vegada, debuta a la màxima categoria amb el primer equip eixa mateixa temporada, tot jugant dos partits. L'any següent, la 03/04, passa a ser el segon porter matalasser i disputa 11 partits.
L'estiu del 2004 marxa al CD Numancia. Al conjunt sorià hi suma 25 partits, però el seu equip baixa a Segona Divisió. A la categoria d'argent, l'extremeny només hi apareixeria en cinc ocasions.
A partir del 2006 la carrera del porter prossegueix per equips més modestos. Retorna al Mérida la temporada 06/07, per militar posteriorment per la Universidad de Las Palmas CF (07/08), Ciudad Lorquí (08/09) i AD Alcorcón (09/...).
Va ser el porter titular de l'Alcorconazo, l'històric partit de Copa del Rei que l'Alcorcón va guanyar per 4 a 0 al Reial Madrid, el 27 d'octubre de 2009.